# Raymond Pearl
Raymond Pearl (* 3. Juni 1879 in Farmington; † 17. November 1940 in Hershey) war ein US-amerikanischer Theoretischer Biologe und Genetiker in Baltimore, einer der Mitbegründer der medizinischen Statistik. Pearl war einer der frühesten Anwender der logistischen Gleichung. Nach ihm ist der Pearl-Index benannt.
1915 wurde Pearl in die American Philosophical Society, 1916 in die National Academy of Sciences und 1919 in die American Academy of Arts and Sciences gewählt.